# 布鲁亚
布鲁亚（法語：Brouilla，法語發音：[bʁuja] ⓘ）是法国东比利牛斯省的一个市镇，属于佩皮尼昂区。

## 地理
布鲁亚（42°34'0"N, 2°54'13"E）面积7.83 平方千米，位于法国奧克西塔尼大區东比利牛斯省，该省份为法国大陆部分最南部的省份，涵盖了北加泰罗尼亚，北起奥德省，西接阿列日省和安道尔，南与西班牙接壤，东临地中海。
与布鲁亚接壤的市镇（或旧市镇、城区）包括：巴日、奥尔塔法、圣热尼斯德方丹、维勒隆格-代尔斯蒙茨、巴纽尔斯-代尔萨斯普尔、圣让拉塞耶、维勒莫拉克。
布鲁亚的时区为UTC+01:00、UTC+02:00（夏令时）。

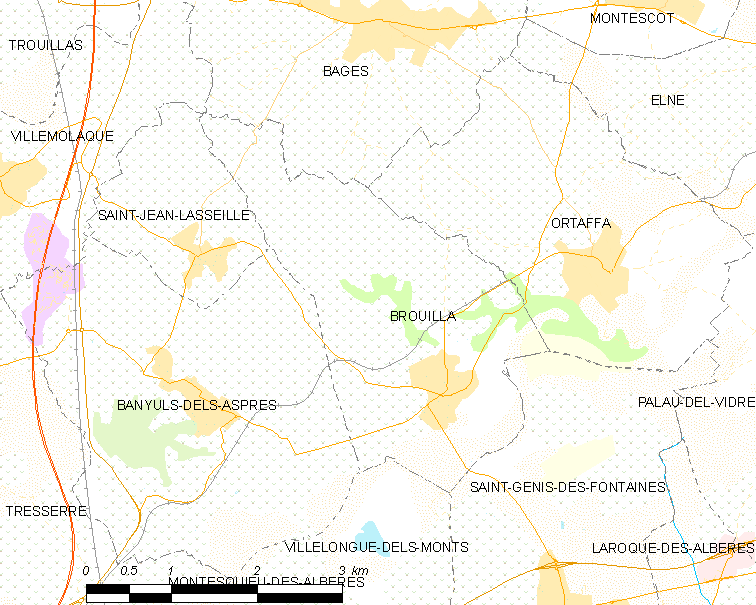
布鲁亚的OSM定位图

## 行政
布鲁亚的邮政编码为66620，INSEE市镇编码为66026。

## 政治
布鲁亚所属的省级选区为莱萨斯普尔县。

## 人口

1962-2008年间布鲁亚人口变化图示

布鲁亚于2022年1月1日时的人口数量为1586人。